# Tragopa sodalis
Tragopa sodalis är en insektsart som beskrevs av Goding. Tragopa sodalis ingår i släktet Tragopa och familjen hornstritar. Inga underarter finns listade i Catalogue of Life.